# Passeio das Águas Shopping
O Passeio das Águas (também abreviado para PDA), é o maior shopping center do estado de Goiás e da região Centro-Oeste do Brasil. Com um total de 78 mil m² de ABL e mais de 250 mil m² de área total construída, incluindo 4.000 vagas de estacionamento.
Localizado na região Norte de Goiânia, se situa em glebas na Avenida Perimetral Norte, entre os bairros Parque das Flores e Mansões Goianas. Foi inaugurado em 2013 e desde então tornou-se um importante centro de comércio e serviços em Goiânia, principalmente para a região norte. No entanto, sua construção envolveu polêmicas, sobretudo ambientais.

## História
O Passeio das Águas Shopping foi construído pela Sonae Sierra Brasil, uma empresa especializada em shopping centers. Foi anunciado como o primeiro grande empreendimento na região norte de Goiânia, e fundado entre quatro bairros da cidade: Parque das Flores, Mansões Goianas, Jardim Diamantina e Urias Magalhães. O Passeio das Águas foi erguido perto do cruzamento de duas notórias vias de Goiânia: A Avenida Goiás Norte e a Avenida Perimetral Norte e teve um custo de R$ 384 milhões e com abrangência de 277 lojas.
Ao lançamento, a imprensa relacionou uma suposta rivalidade imediata entre o Passeio das Águas Shopping e o até então maior shopping de Goiânia, o Flamboyant Shopping Center.

## Controvérsias

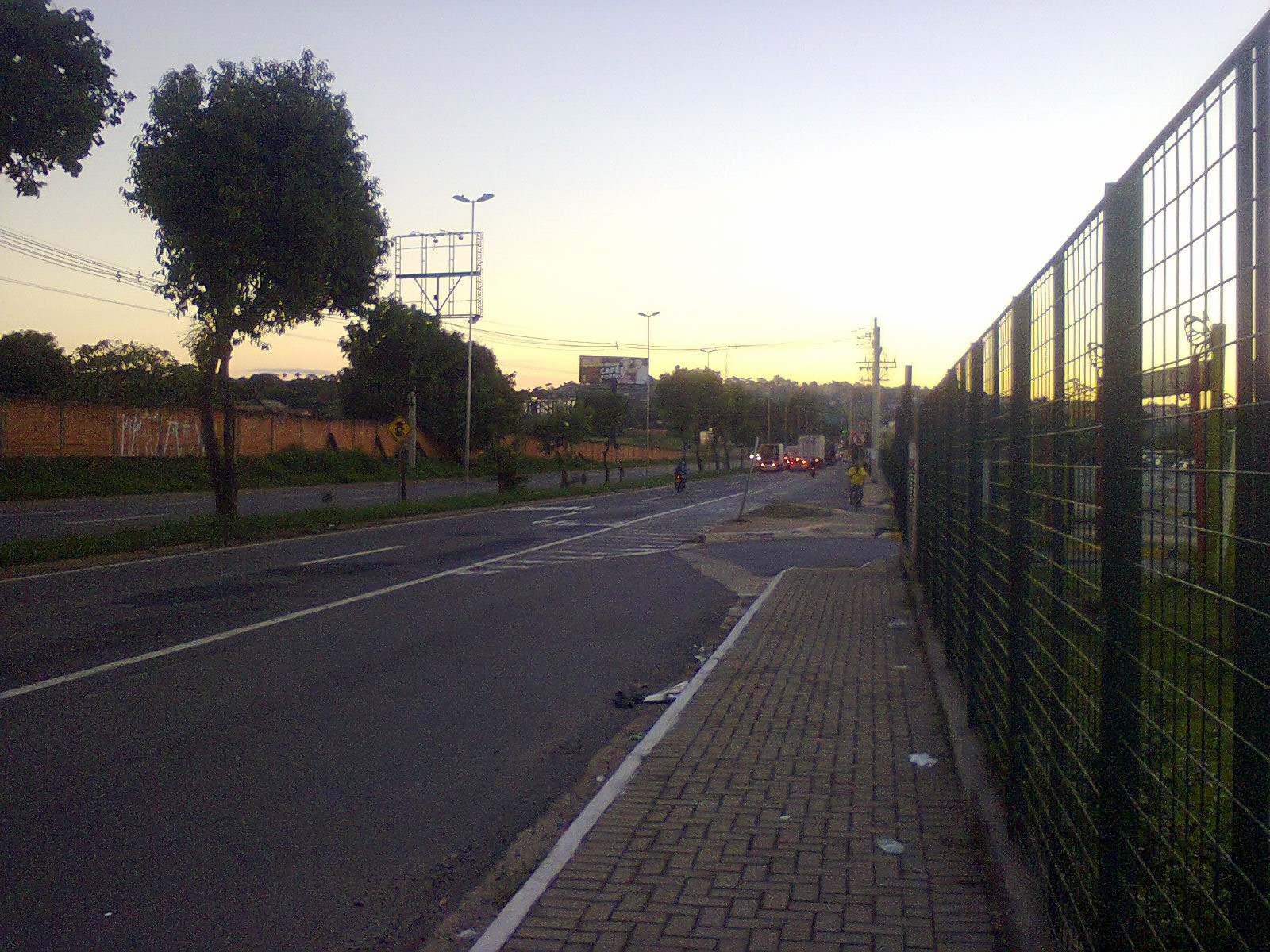
A Perimetral Norte, em frente ao Passeio das Águas, em 2015.

Antes do lançamento, veículos da imprensa e estudiosos anunciaram os impactos ambientais que a construção do Passeio das Águas Shopping, segundo eles, traria. O shopping localiza-se a poucos metros do Córrego Caveirinha, um dos afluentes do Rio Meia Ponte. Mas a empresa responsável, ainda em 2012, afirmou, por meio de um comunicado, que "Todos os estudos sobre os impactos para a construção do shopping foram realizados e todas as licenças obtidas". Na mesma época, foi anunciado que a empresa custearia a construção de um parque em Goiânia e trabalharia na revitalização do córrego.
Em contrapartida, por meio de uma reportagem publicada pelo Jornal Opção no ano de 2013, a construção do shopping, em comparação ao Plano Diretor vigente, foi tida como "ilegal" por sua construção em uma região que era área de preservação permanente. Vereadores da câmara municipal de Goiânia tentaram embargar a obra e afirmaram que havia algum esquema de corrupção envolvendo a Agência Municipal do Meio Ambiente de Goiânia (Amma), que foi investigado por meio da Operação Jeitinho.